# Johnsonburg, Pennsylvania
Johnsonburg là một thị trấn thuộc quận Elk, tiểu bang Pennsylvania, Hoa Kỳ. Năm 2010, dân số của thị trấn này là 2483 người.